# What Happened, Miss Simone?
What Happened, Miss Simone? är en amerikansk dokumentär om musikern Nina Simone från 2015. Den regisserades av Liz Garbus. Filmen öppnade Sundance Filmfestival i januari 2015, och började sedan visas för allmänheten via Netflix i juni samma år. 2016 nominerades filmen till en Oscar för bästa dokumentär.

## Handling
What Happened, Miss Simone? handlar om Nina Simone och kombinerar tidigare osläppt dokumentärmaterial med intervjuer av anhöriga och vänner till Simone. Filmen skildrar Nina Simones liv, från uppväxten i North Carolina, via en nattklubb i Atlantic City, till Simones flykt från både vänner och rampljus. Filmen väver samman Simones stundtals kaotiska privatliv med hennes musikaliska framgångar, och innehåller många klipp från Simones framträdanden.  Nina Simones dotter, Lisa Simone Kelly, medverkar som producent.

## Priser och Nomineringar

### Priser
- Primetime Emmy Award – bästa dokumentär[5], 2016
- Peabody Awards – Bästa dokumentär[6], 2016
- Black Film Critics Circle Awards (BFCC) – Bästa dokumentär[7], 2016

### Nomineringar
- Oscar för bästa dokumentär, 2016
- Primetime Emmy Awards – Bästa regi för dokumentär, 2016
- Grammy Awards – Bästa musikfilm, 2016